# Вішгафен
Вішгафен (нім. Wischhafen) — громада в Німеччині, розташована в землі Нижня Саксонія. Входить до складу району Штаде. Складова частина об'єднання громад Нордкедінген.
Площа — 33,68 км2. Населення становить 3029 ос. (станом на 31 грудня 2021).

## Галерея

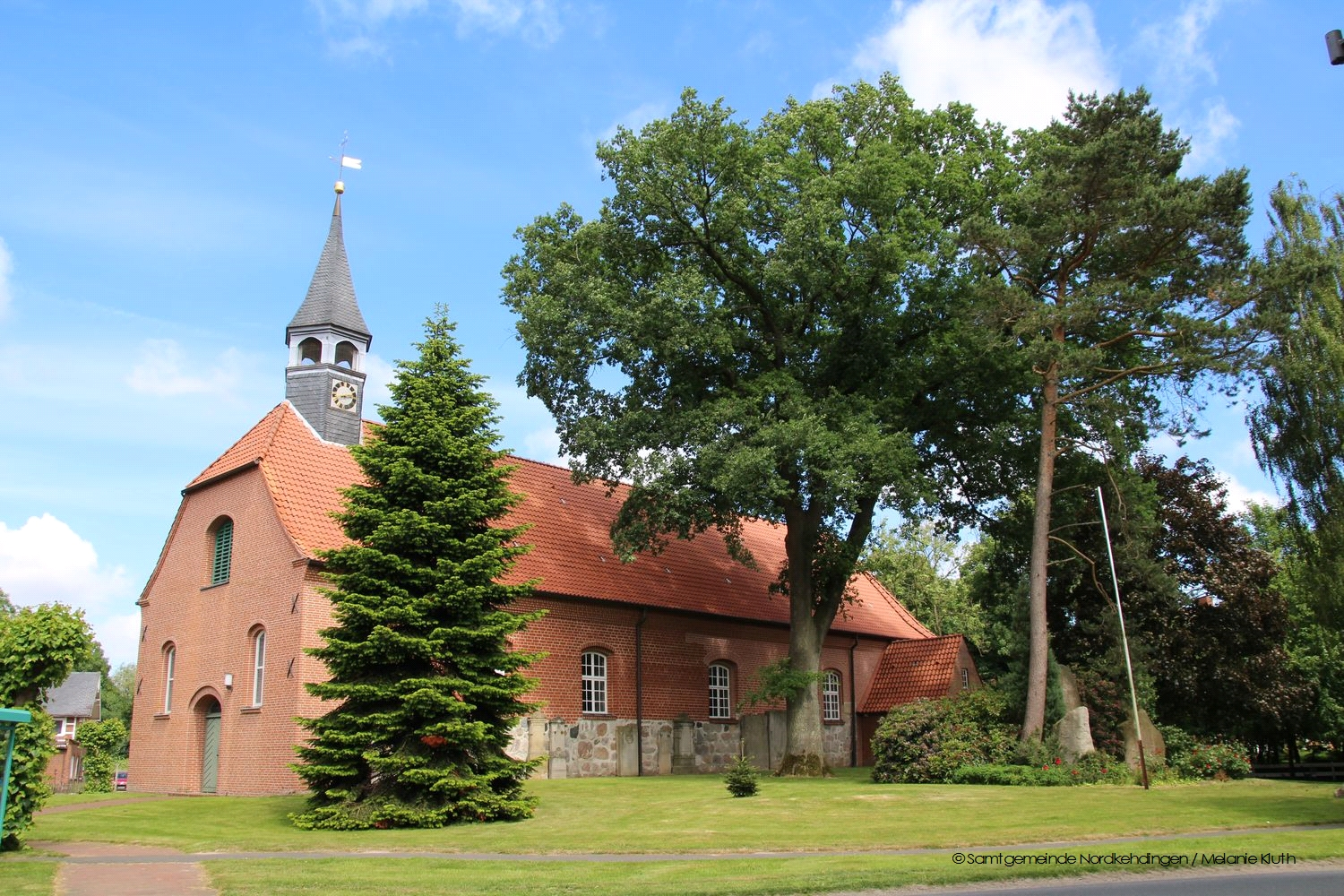
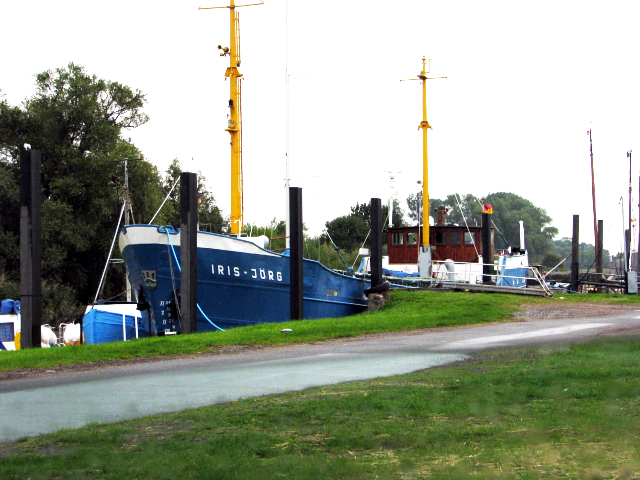
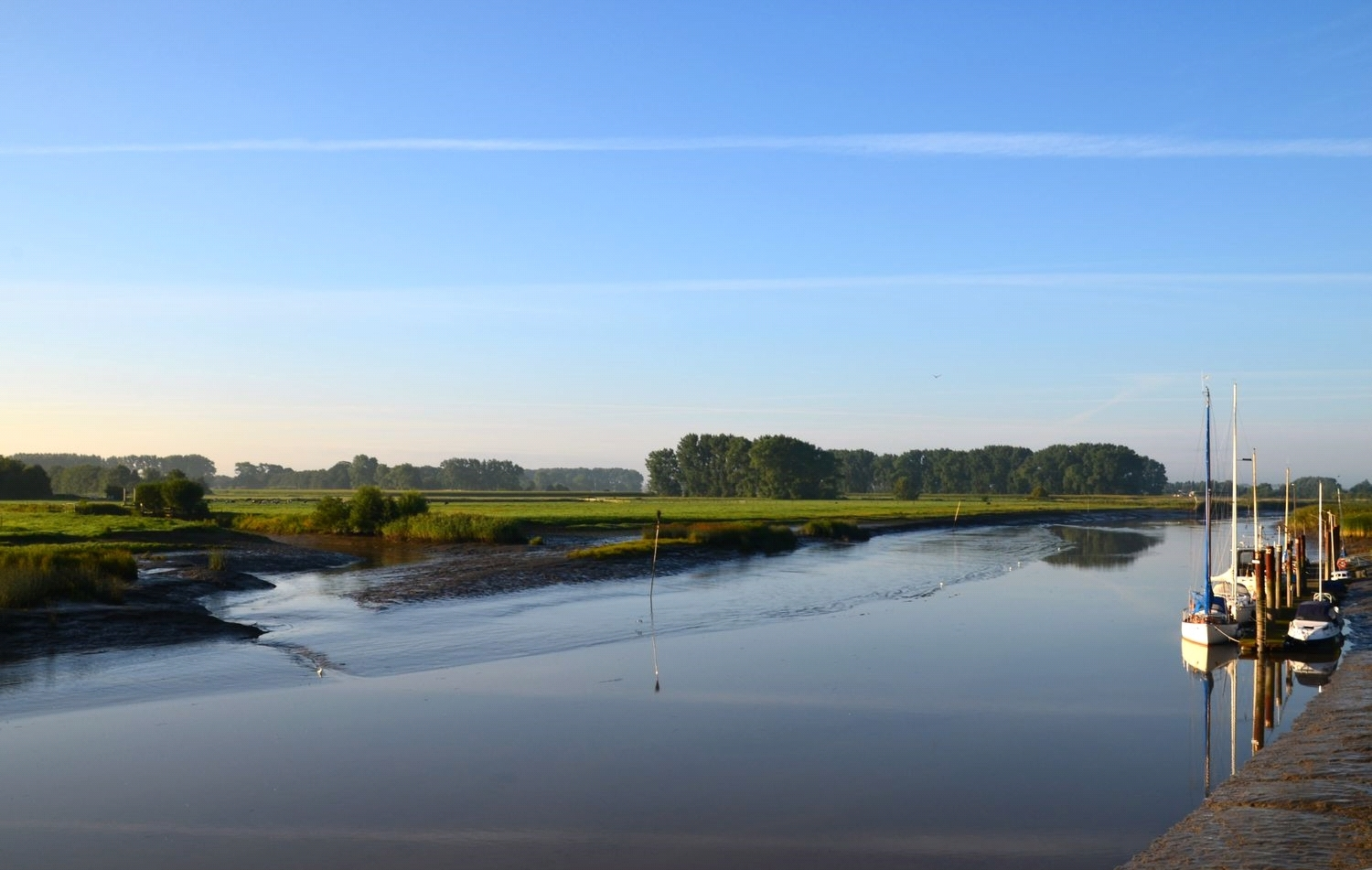
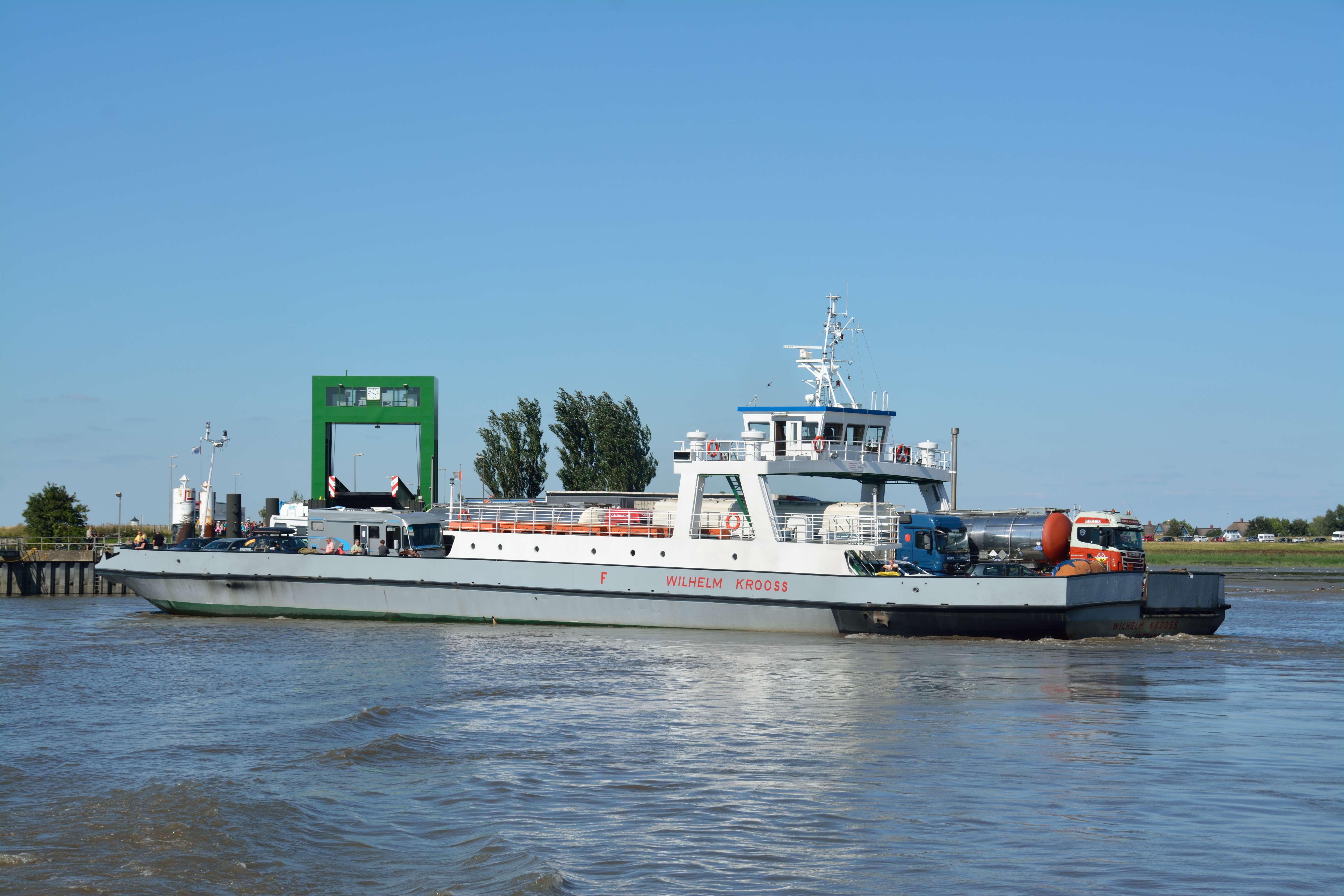